# 1992年夏季残疾人奥林匹克运动会葡萄牙代表团
1992年夏季残疾人奥林匹克运动会葡萄牙代表团是葡萄牙派出的1992年夏季残疾人奥林匹克运动会代表团。获得3枚金牌、3枚银牌和3枚铜牌。